# Bazu Band
Die Bazu Band (Hindi für Armband), auch Baju Band oder Dastana, ist eine Armpanzerung aus Indien. Ein persisches Pendant ist als Pikenierhandschuh bekannt.

## Beschreibung

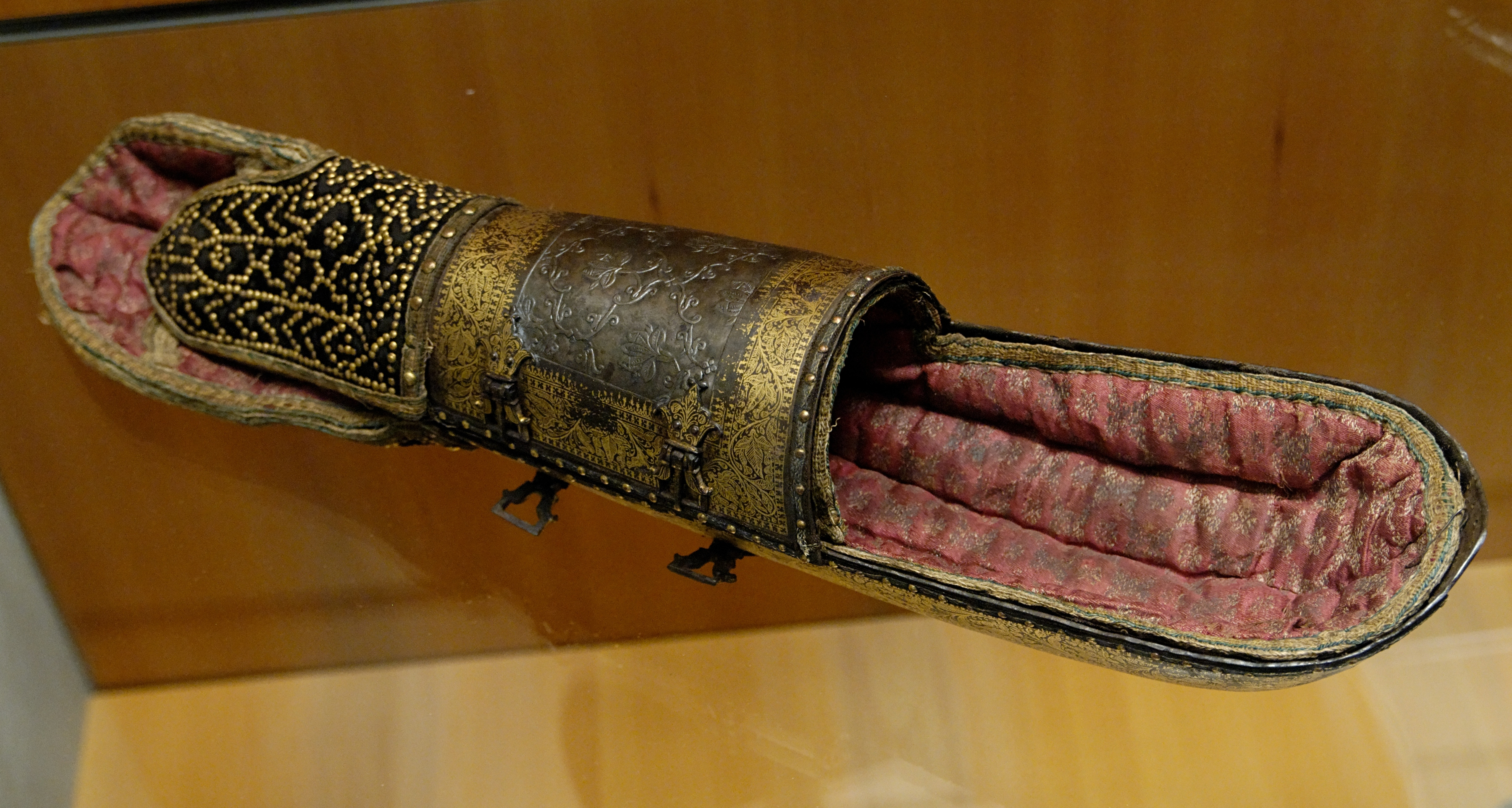
Röhrenförmiger Armschutz

Die Bazu Band bestehen aus Stahl. Sie sind so gearbeitet, dass die Panzerung den Unterarm auf der Oberseite vom Handgelenk bis einschließlich des Ellenbogens bedeckt. Es gibt verschiedene Ausführungen, von sehr einfach verarbeiteten bis zu mit Goldeinlagen und kunstvollen Gravuren oder geätzten und gemalten Motiven versehenen.
Sie werden fast immer als Paar getragen.
Es gibt zwei grundsätzliche Versionen, eine in der Form einer Halbröhre und eine seltenere aus verbundenen Schienen.

### Halbröhre
Die Befestigung erfolgt mittels Lederschnüren oder mit einer Klappe, die das Handgelenk umschließt. An der Unterseite, die auf dem Arm aufliegt, ist meist ein Kettenpanzergewebe angebracht, das mit dem Kettenhandschuh verbunden und oft mit Stoff überzogen ist.

### Schienenelemente

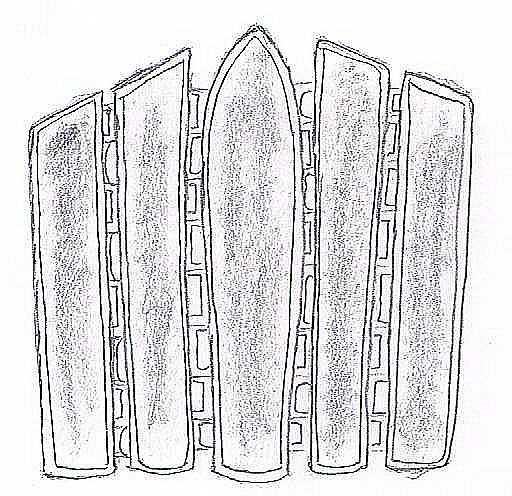
Armschutz aus Schienenelementen

In der Regel sind fünf einzelne Platten durch Kettengeflecht miteinander verbunden. Die längste Platte bedeckt die Oberseite des Unterarms, zwei Platten dienen dem Schutz der Unterarmseiten, zwei Platten schützen die Unterseite des Unterarms. In angelegtem Zustand wird der Armpanzer an der Unterseite mit Lederbändern oder Riegeln verschlossen. Bei anderen Versionen sind statt des Kettengeflechts Scharniere zwischen den Platten angebracht, die diese miteinander verbinden. Die Platten sind so gearbeitet, dass sie am Arm eng anliegen. Oft sind unterhalb der großen Platten noch kleinere angebracht, um das Handgelenk zusätzlich zu schützen.